# Abdel Wahab Abdullah Salih
Abdel Wahab Abdullah Salih (arabisch عبد الوهاب عبد الله صالح; * 1946 in Khartum) ist ein ehemaliger sudanesischer Boxer.
Er trat bei den Olympischen Sommerspielen 1968 in Mexiko-Stadt und 1972 in München an. Sowohl 1968 im Halbmittelgewichtsturnier als auch 1972 im Mittelgewichtsturnier schied er jeweils in seinem Erstrundenkampf aus. 1972 war er zudem Fahnenträger der sudanesischen Mannschaft bei der Eröffnungszeremonie.